# Nazionale maschile di calcio a 5 di Cuba
La nazionale di calcio a 5 di Cuba è, in senso generale, una qualsiasi delle selezioni nazionali di Calcio a 5 della Federazione calcistica di Cuba che rappresenta Cuba nelle varie competizioni ufficiali o amichevoli riservate a squadre nazionali.

## Storia
Cuba rimase completamente assente dalle competizioni FIFUSA degli anni 1980, la selezione dell'isola caraibica giunge per la prima volta al campionato del mondo nel 1996 quando a Città del Guatemala nella prima edizione del CONCACAF Futsal Tournament giunge seconda sconfitta 7-3 dagli Stati Uniti, entrambe le formazioni si qualificano alla rassegna iridata dove Cuba, nel difficile girone con Brasile, Belgio e Iran, chiude ultima con nessuna vittoria.
Quattro anni dopo, nel secondo trofeo continentale, Cuba giunge di nuovo alla finale a San José in Costa Rica, ma stavolta sono i padroni di casa ad imporsi per 2-0 laureandosi campioni del nord e centro America, a Cuba rimane la consolazione di una nuova qualificazione ai campionati del mondo del 2000 in Guatemala, dove la squadra caraibica esce di nuovo al primo turno con nessuna vittoria.
Nel 2004 infine, si ripete il medesimo copione di otto anni prima: Cuba giunge in finale ai campionati continentali, ma viene sconfitta dagli Stati Uniti per 2-0 ad Heredia in Costa Rica, la qualificazione al mondiale si conclude con una nuova eliminazione al primo turno per mano di Argentina, Portogallo ed Iran.
A giugno del 2008 per Cuba continua la maledizione della finale continentale: opposti ai padroni di casa del Guatemala, in un Domo Polideportivo gremito, le speranze dei cubani si sono infrante sulla maiuscola prestazione dell'estremo difensore guatemalteco Carlos Mérida, con il Guatemala vittorioso per 5-3 ai tiri di rigore.

## Palmarès

### Campionato mondiale
Cuba conta sei partecipazioni alla Coppa del Mondo e altrettante eliminazioni al primo turno. L'unico incontro finora vinto è il 10-2 con cui il 30 settembre 2008 la selezione caraibica ha superato le Isole Salomone. Fino alla sconfitta del Guatemala per 29-2 contro il Brasile, Cuba ha detenuto il peggior passivo in una gara di una fase finale di Mondiale FIFA per il 18-0 patito dal Brasile nel 1996.

### Campionati CONCACAF
Nelle otto edizioni a cui ha preso finora parte, Cuba conta cinque piazze d'onore, sconfitta nel 1996 e nel 2004 dagli Stati Uniti, nel 2000 dalla Costa Rica, nel 2008 dal Guatemala, nel 2024 dal Panama.

## Risultati nelle competizioni internazionali

### Campionato mondiale
| Anno   | Luogo         | Piazzamento     | Pd | V | N | P  | GF | GS  |
| ------ | ------------- | --------------- | -- | - | - | -- | -- | --- |
| 1989   | Paesi Bassi   | Non invitata    | -  | - | - | -  | -  | -   |
| 1992   | Hong Kong     | Non qualificata | -  | - | - | -  | -  | -   |
| 1996   | Spagna        | 1º turno        | 3  | 0 | 0 | 3  | 4  | 31  |
| 2000   | Guatemala     | 1º turno        | 3  | 0 | 0 | 3  | 1  | 20  |
| 2004   | Taipei cinese | 1º turno        | 3  | 0 | 0 | 3  | 3  | 16  |
| 2008   | Brasile       | 1º turno        | 4  | 1 | 0 | 3  | 16 | 25  |
| 2012   | Thailandia    | Non qualificata | -  | - | - | -  | -  | -   |
| 2016   | Colombia      | 1º turno        | 3  | 0 | 0 | 3  | 7  | 22  |
| 2020   | Lituania      | Non qualificata | -  | - | - | -  | -  | -   |
| 2024   | Uzbekistan    | 1º turno        | 3  | 0 | 0 | 3  | 5  | 27  |
| Totale |               | 6/10            | 16 | 1 | 0 | 18 | 36 | 141 |

### CONCACAF Futsal Championship
| Anno   | Luogo      | Piazzamento | Pd | V  | N | P  | GF  | GS  |
| ------ | ---------- | ----------- | -- | -- | - | -- | --- | --- |
| 1996   | Guatemala  | 2º posto    | 4  | 2  | 0 | 2  | 14  | 17  |
| 2000   | Costa Rica | 2º posto    | 5  | 3  | 0 | 2  | 28  | 14  |
| 2004   | Costa Rica | 2º posto    | 5  | 3  | 1 | 1  | 18  | 10  |
| 2008   | Guatemala  | 2º posto    | 5  | 2  | 3 | 0  | 21  | 11  |
| 2012   | Guatemala  | 1º turno    | 3  | 1  | 0 | 2  | 12  | 7   |
| 2016   | Costa Rica | 4º posto    | 5  | 1  | 1 | 3  | 15  | 20  |
| 2021   | Guatemala  | 1º turno    | 3  | 0  | 0 | 3  | 4   | 10  |
| 2024   | Nicaragua  | 2º posto    | 6  | 2  | 3 | 1  | 18  | 17  |
| Totale |            | 8/8         | 36 | 14 | 8 | 14 | 130 | 106 |

## Rosa attuale
Aggiornata alle convocazioni per il mondiale 2016

Allenatore:  Clemente Reinoso
| N. | Pos. | Giocatore         | Data nascita (età)         | Pres. | Squadra             |
| -- | ---- | ----------------- | -------------------------- | ----- | ------------------- |
| 1  | P    | Nelson Johnston   | 25 febbraio 1990 (26 anni) |       | Santiago de Cuba    |
| 2  | C    | Alejandro Marrero | 27 febbraio 1990 (26 anni) |       | Granma              |
| 3  | D    | Daniel Hernández  | 11 giugno 1986 (30 anni)   |       | Cienfuegos          |
| 4  | D    | Reinier Socarras  | 26 marzo 1991 (25 anni)    |       | Ciudad de La Habana |
| 5  | D    | Ronald Egozcue    | 18 marzo 1980 (36 anni)    |       | Ciudad de La Habana |
| 6  | C    | Karel Marino      | 22 febbraio 1985 (31 anni) |       | Holguín             |
| 7  | C    | Luis Portal       | 19 gennaio 1992 (24 anni)  |       | Ciudad de La Habana |
| 8  | C    | Andy Baquero      | 17 agosto 1994 (22 anni)   |       | Ciudad de La Habana |
| 9  | C    | Sandy Domínguez   | 16 giugno 1987 (29 anni)   |       | Ciudad de La Habana |
| 10 | C    | Jhonnet Martínez  | 03 luglio 1982 (34 anni)   |       | Ciudad de La Habana |
| 11 | C    | Reynier Fiallo    | 19 luglio 1987 (29 anni)   |       | Ciudad de La Habana |
| 12 | P    | Brenieht Suárez   | 17 luglio 1984 (32 anni)   |       | Ciudad de La Habana |
| 13 | C    | Diego Ramírez     | 03 novembre 1998 (17 anni) |       | Ciudad de La Habana |
| 14 | C    | Ricardo Castillo  | 06 agosto 1987 (29 anni)   |       | Granma              |

## Tutte le rose

### Campionato mondiale
Coppa del Mondo di calcio a 5 FIFA 19961 Alain Hernández, 2 Boris Sanamé, 3 José Rodríguez, 4 Aliet García, 5 Fredy Herrera, 6 Adalberto Guerra, 7 Alexander Mosquera, 8 Ernesto Díaz, 9 Camilo Kindelán, 10 Juan Carlos Portal, 11 Vladimir Perdomo, 12 Dagmar Gómez, CT: Clemente Reinoso
Coppa del Mondo di calcio a 5 FIFA 20001 Pedro Francis López, 3 Ernesto Duane, 4 José Luis Arencibia, 5 Amauri Morales, 6 Adalberto Guerra, 7 Camilo Kindelán, 8 Alvaro Mederos, 9 Lázaro Martínez, 10 Juan Carlos Portal, 11 Boris Sanamé, 12 Wilfredo Carbó, 14 Dagmar Gómez, CT: Clemente Reinoso
Coppa del Mondo di calcio a 5 FIFA 20041 Wilfredo Carbó, 2 Amauri Morales, 3 Isvén Román, 4 Yulier Olivera, 5 Eduardo Morales, 6 Adalberto Guerra, 7 Yampier Rodríguez, 8 Yosniel Mesa, 9 Fernando Chapman, 10 Juan Carlos Portal, 11 Boris Sanamé, 12 Francis López, 13 Carlos Madrigal, 14 Dagmar Gómez, CT: Clemente Reinoso
Coppa del Mondo di calcio a 5 FIFA 20081 Wilfredo Carbó, 2 Jhonnet Martínez, 3 Yoandy Guevara, 4 Yulier Olivera, 5 Eduardo Morales, 6 Carlos Madrigal, 7 Yampier Rodríguez, 8 Yosniel Mesa, 9 Fernando Chapman, 10 Isvén Román, 11 Boris Sanamé, 12 Francis López, 13 Luis Enrique Dumas, 14 Raudel Rodríguez, CT: Elddys Valdés
Coppa del Mondo di calcio a 5 FIFA 20161 Nelson Johnston, 2 Alejandro Marrero, 3 Daniel Hernández, 4 Reinier Socarras, 5 Ronald Egozcue, 6 Karel Mariño, 7 Luis Portal, 8 Andy Baquero, 9 Sandy Domínguez, 10 Jhonnet Martínez, 11 Reynier Fiallo, 12 Brenieht Suárez, 13 Diego Ramírez, 14 Ricardo Castillo, CT: Clemente Reinoso
Coppa del Mondo di calcio a 5 FIFA 20241 Kevin Rueda, 2 Dyllan Hernández, 3 Cristian Cabrera, 4 Jorge González, 5 Cristian Morejón, 6 Berni Llanes, 7 Cristian Valiente, 8 Pablo Tamayo, 9 Jonathan Hernández, 10 Iduan Martínez, 11 Dayan Cotilla, 12 Ariel Pérez, 13 Diego Ramírez, 14 Bárbaro Álvarez, CT: Osmel Valdivia

### CONCACAF Futsal Championship
CONCACAF Futsal Championship 19961 Dagmar Gómez, 3 José Rodríguez, 4 Aliet García, 5 Fredy Herrera, 6 Adalberto Guerra, 7 Alexander Mosquera, 8 Ernesto Díaz, 9 Camilo Kindelán, 10 Juan Carlos Portal, 11 Vladimir Perdomo, 12 Alain Hernández, CT: Clemente Reinoso
CONCACAF Futsal Championship 20001 Alain Hernández, 2 Alvaro Mederos, 3 Adalberto Guerra, 4 Aliet García, 6 Ernesto Duane, 7 Camilo Kindelán, 8 Ernesto Díaz, 9 Boris Sanamé, 10 Juan Carlos Portal, 12 Pedro Francis López, 13 Lázaro Martínez, 14 José Luis Arencibia, CT: Agustín Campuzano
CONCACAF Futsal Championship 20041 Wilfredo Carbó, 3 Isvén Román, 4 José Jacinto Serrano, 5 Eduardo Morales, 6 Adalberto Guerra, 7 Yampier Rodríguez, 8 Yosniel Mesa, 9 Fernando Chapman, 10 Juan Carlos Portal, 11 Boris Sanamé, 12 Pedro Francis López, 14 Dagmar Gómez, CT: Clemente Reinoso
CONCACAF Futsal Championship 20081 Wilfredo Carbó, 2 Jhonnet Martínez, 3 Raudel Rodríguez, 4 Yulier Olivera, 5 Eduardo Morales, 6 Carlos Madrigal, 7 Yampier Rodríguez, 8 Yosniel Mesa, 9 Fernando Chapman, 10 Isvén Román, 11 Boris Sanamé, 12 Pedro López, CT: Elddys Valdés
CONCACAF Futsal Championship 20121 Wilfredo Carbó, 2 Ronald Egozcue, 3 Denis Márquez, 4 Yulier Olivera, 5 Eduardo Morales, 6 Carlos Madrigal, 7 Yampier Rodríguez, 8 Luis Portal, 9 Fernando Chapman, 10 Isvén Román, 11 Jhonnet Martínez, 12 Brenieht Suárez, 13 Danilo Torres, 14 Reinier Socarras, CT: Clemente Reinoso
Template:Cuba calcio a 5 nordamericano 2016
CONCACAF Futsal Championship 20241 Kevin Rueda, 2 Lipsam Sánchez, 3 Cristian Cabrera, 4 Jorge González, 5 José Morales, 6 Harold Aguilera, 7 Cristian Valiente, 8 Lázaro Castro, 9 Jonathan Hernández, 10 Iduan Martínez, 11 Dayan Cotilla, 12 Leonardo Hierrezuelo, 13 Diego Ramírez, 14 Bárbaro Álvarez, CT: Osmel Valdivia